# Abfallverzeichnis-Verordnung
Die Abfallverzeichnis-Verordnung (AVV) dient zur Bezeichnung von Abfällen und zu deren Einstufung nach ihrer Gefährlichkeit.

## Geschichte
Sie wurde am 10. Dezember 2001 zur Umsetzung des Europäischen Abfallartenkatalogs (EAK) erlassen. Das Europäische Abfallverzeichnis stellt einen Bezugs-Katalog dar, mit dem eine gemeinsame Terminologie für die Europäische Gemeinschaft festgelegt wurde. Daher sollte dieser Katalog wortgleich rechtsverbindlich in nationales Recht umgesetzt werden. Die wesentliche Neuerung des EAK ist, dass die Einstufung als „gefährlich“ bei vielen Abfällen vom Gehalt gefährlicher Stoffe abhängig gemacht wird. Hierzu wird auf das EG-Gefahrstoffrecht Bezug genommen. Mit Einführung der AVV waren Entsorgungsnachweise, Anlagengenehmigungen, Transportgenehmigungen, Abfallwirtschaftskonzepte und -bilanzen sowie Zertifikate auf das neue Abfallverzeichnis umzustellen. Sie beendete die nach deutscher Regelung bis dahin gültige Unterscheidung zwischen „besonders überwachungsbedürftigen Abfällen“ (davor: Sonderabfall) über „überwachungsbedürftige Abfälle“ bis zu „nicht überwachungsbedürftigen Abfällen“. Das Europäische Recht kannte jedoch weder diese Begrifflichkeiten noch Abstufungen. Das EU-Recht hat lediglich die Kategorie „gefährlicher Abfall“. Für diese Stoffe gelten strengere Regeln als für andere Abfälle, die damit aber nicht in dem Sinne ungefährlich sind, als dass keine Vorsichtsregeln zur Beherrschung der von ihnen ausgehenden Gefahren gelten. Die Einstufung als gefährlicher Abfall folgt dem EU-Chemikalien-/Gefahrstoffrecht. Wie der EAK organisierte die AVV die Zuordnung systematisch oft über sogenannte Spiegeleinträge: Dort definiertem „gefährlichen Abfall“ ist je eine mit Ausnahme seiner Gefährlichkeitsmerkmale entsprechende, insoweit quasi nicht „gefährliche“ Abfallart gegenübergestellt.

## Aufbau
Die Verordnung hat drei Paragraphen und enthält in ihrer Anlage das Abfallverzeichnis. Diese Abfall-Liste umfasst insgesamt 232 Abfallarten, darunter 173 als „gefährlich“ bezeichnete Abfallarten.
§ 1 regelt den Anwendungsbereich, nämlich die „Bezeichnung von Abfall“ und die „Einstufung des Abfalls nach seiner Gefährlichkeit“.
Die Bezeichnung erfolgt nach § 2 in Verbindung mit dem Abfallverzeichnis durch die Zuweisung eines Abfalls zu einer Abfallart, die mit einem sechsstelligen Abfallschlüssel bezeichnet ist. Die Zuordnung erfolgt nach Kapiteln (Stelle 1 und 2), Gruppen (Stelle 3 und 4) und schließlich der jeweiligen Abfallart (Stelle 5 und 6).
In § 3 wird auf Gefährlichkeitskriterien verwiesen und beschrieben, wie Abfälle im Sinne des Kreislaufwirtschaftsgesetzes (KrWG) nach ihrer Gefährlichkeit eingestuft werden. Der Abfallschlüssel, mit dem gefährlicher Abfall zu deklarieren ist, ist dann mit einem Sternchen („*“) versehen. Diese Einstufung bedeutet, dass diese Abfälle dann als gefährlich im Sinne des Kreislaufwirtschaftgesetzes gelten und für sie besondere Regeln zur Überwachung des Umgangs mit ihnen gelten.
Die Einstufung erfolgt abweichend von der Methodik der alten Schlüssel gemäß LAGA regelmäßig zunächst nach der Herkunft, also der Entstehung der Abfälle in Kapitel 1 bis 12 oder 17 bis 20. Mehrere Kapitel können dabei zutreffend sein. Findet sich dort keine passende Zuordnung, ist eine zu einem der Kapitel 13 bis 15 zu prüfen. Passt auch das nicht, ist ein Schlüssel gemäß Kapitel 16 zu prüfen und als letzte Wahl ein auf 99 endender Schlüssel zu nehmen, der am nächsten kommt.
Die Prüfung einer Abfallart kann aufgrund der Herkunfts- oder Entstehungsbezeichnung sowie Angaben zu stofflichen Eigenschaften (z. B. auf Sicherheitsdatenblättern) erfolgen. Wird in der Abfallbezeichnung auf gefährliche Stoffe in oder an ihnen verwiesen, sind darunter solche zu verstehen, die eine oder mehrere gefahrenrelevante Eigenschaft HP 1 bis HP 15 aufweisen oder bestimmte persistente organische Schadstoffe (POP) oberhalb
der Konzentrationsgrenzen nach Anhang IV der EU-POP-Verordnung enthalten.

## Liste der Kapitel im Abfallverzeichnis
- 01 Abfälle, die beim Aufsuchen, Ausbeuten und Gewinnen sowie bei der physikalischen und chemischen Behandlung von Bodenschätzen entstehen
- 02 Abfälle aus Landwirtschaft, Gartenbau, Teichwirtschaft, Forstwirtschaft, Jagd und Fischerei sowie der Herstellung und Verarbeitung von Nahrungsmitteln
- 03 Abfälle aus der Holzbearbeitung und der Herstellung von Platten, Möbeln, Zellstoffen, Papier und Pappe
- 04 Abfälle aus der Leder-, Pelz- und Textilindustrie
- 05 Abfälle aus der Erdölraffination, Erdgasreinigung und Kohlepyrolyse
- 06 Abfälle aus anorganisch-chemischen Prozessen
- 07 Abfälle aus organisch-chemischen Prozessen
- 08 Abfälle aus Herstellung, Zubereitung, Vertrieb und Anwendung (HZVA) von Beschichtungen (Farben, Lacke, Email), Klebstoffen, Dichtmassen und Druckfarben
- 09 Abfälle aus der fotografischen Industrie
- 10 Abfälle aus thermischen Prozessen
- 11 Abfälle aus der chemischen Oberflächenbearbeitung und Beschichtung von Metallen und anderen Werkstoffen
- 12 Abfälle aus Prozessen der mechanischen Formgebung sowie der physikalischen und mechanischen Oberflächenbearbeitung vom Metallen und Kunststoffen
- 13 Ölabfälle und Abfälle aus flüssigen Brennstoffen (außer Speiseöle und Ölabfälle, die unter 05, 12 und 19 fallen)
- 14 Abfälle aus organischen Lösemitteln, Kühlmitteln und Treibgasen (außer 07 und 08)
- 15 Verpackungsabfall, Aufsaugmassen, Wischtücher, Filtermaterialien und Schutzkleidung (a. n. g.)
- 16 Abfälle, die nicht anderswo im Verzeichnis aufgeführt sind
- 17 Bau- und Abbruchabfälle (einschließlich Aushub von verunreinigten Standorten)
- 18 Abfälle aus der humanmedizinischen oder tierärztlichen Versorgung und Forschung (ohne Küchen- und Restaurantabfälle, die nicht aus der unmittelbaren Krankenpflege stammen)
- 19 Abfälle aus Abfallbehandlungsanlagen, öffentlichen Abwasserbehandlungsanlagen sowie der Aufbereitung von Wasser für den menschlichen Gebrauch und Wasser für industrielle Zwecke
- 20 Siedlungsabfälle (Haushaltsabfälle und ähnliche gewerbliche und industrielle Abfälle sowie Abfälle aus Einrichtungen), einschließlich getrennt gesammelter Fraktionen[8]